# 擬リーマン多様体
微分幾何学において、擬リーマン多様体 (ぎリーマンたようたい、pseudo-Riemannian manifold)（また、半リーマン多様体 (semi-Riemannian manifold) ともいう）は、リーマン多様体の一般化であり、そこでは計量テンソルが必ずしも正定値双線型形式でないこともある。代わって、非退化というより弱い条件が、計量テンソルへ導入される。
擬リーマン多様体の接空間は 擬ユークリッド空間 （英語:  pseudo-Euclidean vector space）である。
一般相対論で極めて重要な多様体として、ローレンツ多様体 (Lorentzian manifold) があり、そこでは、一つの次元が他の次元とは反対の符号を持っている。このことは、接ベクトルが時間的、光的、空間的 へと分類される。時空は 4次元ローレンツ多様体としてモデル化される。

## 始めに

### 多様体
微分幾何学において、微分可能多様体は、局所的にはユークリッド空間と同じ空間である。n-次元ユークリッド空間では、任意の点が n 個の実数により特定される。これらを点の座標と呼ぶ。
n-次元微分可能多様体は、n-次元ユークリッド空間の一般化である。多様体では、局所的に座標を定義することができる。このことは座標の貼り合わせ(coordinate patch)が達成できて、多様体の部分集合は n-次元ユークリッド空間へ写像することができる。
詳細は、多様体, 微分可能多様体, 座標の貼り合わせ(coordinate patch)を参照。

### 接空間と計量テンソル
接空間は、n 次元微分可能多様体 M の各々の点 p に付随し、TpM と書かれる。接空間は、その元が点 p を通る曲線の同値類と考えることができる n 次元ベクトル空間である。
計量テンソルは非退化であり、滑らかで、対称性を持つ双線形写像で、多様体の各々の接空間での接ベクトルのペアに実数を割り当てる。計量テンソルを g と書くと、これは
{\displaystyle g\colon T_{p}M\times T_{p}M\to \mathbb {R} .}
と表すことができる。
写像は対称的で双線形であるので、{\displaystyle \scriptstyle X,Y,Z\in T_{p}M} が点 p で多様体 M の接ベクトルであれば、任意の実数 {\displaystyle \scriptstyle a\in \mathbb {R} } に対し、
- {\displaystyle \,g(X,Y)=g(Y,X)}
- {\displaystyle \,g(aX+Y,Z)=ag(X,Z)+g(Y,Z)}

となる。
g が非退化であることは、すべての {\displaystyle Y\in T_{p}M} に対し {\displaystyle \,g(X,Y)=0} となるような（0 ではない）{\displaystyle X\in T_{p}M} は存在しないことを意味する。

### 計量符号
n-次元実多様体上の計量テンソル g が与えられると、任意の直交基底のそれぞれのベクトルへ適用された計量テンソルに付随する二次形式 q(x) = g(x,x) が n 個の実数値で表される。二次形式の慣性法則により、この方法で表された各々の正、負、零の値の数は、直交基底の選択とは独立な計量テンソルに対して不変である。計量テンソルの計量符号 (signature) (p, q, r) はそれぞれの順番通りの数値を与える。非退化計量テンソルは r = 0 であり、符号は p + q = n のときは、(p, q) と書かれる。

## 定義
擬リーマン多様体 (pseudo-Riemannian manifold) {\displaystyle (M,g)} は、非退化で滑らかな対称な計量テンソル g を持つ微分可能多様体 M である。
そのような計量を、擬リーマン計量 (pseudo-Riemannian metric) と呼び、その値は、正、負、零となることができる。
擬リーマン計量の符号は、(p, q) であり、p と q は非負である。

## ローレンツ多様体
ローレンツ多様体 (Lorentzian manifold) は、擬リーマン多様体の特別に重要な例で、そこでは計量の符号が (1, −1, … , −1)) (ときには、 (−1, … , −1, 1) のこともある。「符号の規約」を参照) である。そのような計量をローレンツ計量と呼ぶ。ローレンツ計量は、物理学者ヘンドリック・ローレンツ (Hendrik Lorentz) にちなんでいる。

### 物理学への応用
リーマン多様体の後に続いて、ローレンツ多様体は擬リーマン多様体の最も重要な部分をなす。ローレンツ多様体は、一般相対論の応用において重要である。
一般相対論の原理的な基礎は、時空は符号 (3, 1) もしくは、同じことであるが、(1, 3) を持つ 4次元ローレンツ多様体としてモデル化することができる。正定値の計量をもつリーマン多様体とは異なり、(3, 1) もしくは (1, 3) の符号は、接ベクトルを時間的、光的、空間的へ分類することができる（因果律を参照）。

## 擬リーマン多様体の性質
ユークリッド空間 {\displaystyle \mathbb {R} ^{n}} がリーマン多様体のモデルと考えることができるように、平坦なミンコフスキー計量をもつミンコフスキー空間 {\displaystyle \mathbb {R} ^{n-1,1}} は、ローレンツ多様体のモデルである。同様にして、符号 (p, q) の擬リーマン多様体のモデル空間は、{\displaystyle \mathbb {R} ^{p,q}} であり、その計量は、
{\displaystyle g=dx_{1}^{2}+\cdots +dx_{p}^{2}-dx_{p+1}^{2}-\cdots -dx_{p+q}^{2}}
である。
リーマン幾何学の基本的な定理は、擬リーマン的である場合に一般化することができる。特に、リーマン幾何学の基本定理は、擬リーマン多様体に対しても同様に成立する。このことは、付随する曲率テンソルに沿った擬リーマン多様体上のレヴィ・チヴィタ接続について語ることを可能とする。他方、リーマン幾何学の定理で一般の場合には成り立たない定理も多く存在する。たとえば、すべての滑らかな多様体は与えられた符号をもつ擬リーマン計量とすることができるは成立しない。この場合には、あるトポロジカルな障害が存在する。さらに、（擬リーマン多様体の）部分多様体が常に、擬リーマン多様体の構造を引き継ぐわけではない。たとえば、計量テンソルは、任意の光的な曲線上の計量テンソルは 0 となる。クリフトン・ポールのトーラス(Clifton–Pohl torus)は、コンパクトであるが完備ではない擬リーマン多様体の例をもたらした。完備でないということは、リーマン多様体の上では成立するホップ・リノーの定理は擬リーマン多様体の上では成立しない。